# Wasi Zafar
Muhammad Wasi Zafar (Urdu محمد وصی ظفر‎; * 12. Januar 1949 in Multan, Punjab, Pakistan; † 7. August 2021 in Jaranwala) war ein pakistanischer Politiker.

## Leben
Zafar absolvierte nach dem Schulabschluss ein Studium der Rechtswissenschaften und nahm nach seiner anwaltlichen Zulassung eine Tätigkeit als Rechtsanwalt auf. Er wurde als Kandidat der Muslimliga PML-Q (Pakistan Muslim League-Quaid-e-Azam) zum Mitglied der Nationalversammlung gewählt. Als Nachfolger von Khurshid Mehmood Kasuri wurde er am 2. September 2004 als Justizminister in das Kabinett von Premierminister Shaukat Aziz berufen und bekleidete dieses Ministeramt bis zum 27. August 2007, woraufhin Zahid Hamid seine Nachfolge antrat.
Nachdem er im Wahlkampf zu den Wahlen im Februar 2008 einen Journalisten bei einer Live-Übertragung des Fernsehsenders Geo News erheblich beleidigt hatte, entzog ihm die PML-Q die Unterstützung. Er kandidierte daraufhin als Parteiloser, verpasste aber den Wiedereinzug in die Nationalversammlung.